# Béla Szepes
Béla Szepes, il cui nome originario slovacco era Vojtech Strauch (Spišská Nová Ves, 5 settembre 1903 – Budapest, 20 giugno 1986), è stato un giavellottista, fondista e combinatista nordico ungherese.
Fu anche cartonista e designer.

## Biografia
Nato in Cecoslovacchia con il nome Vojtech Strauch, fratello di Gyula Szepes, Béla fu tra i pionieri ungheresi degli sport invernali, ma successivamente divenne famoso come uno dei più grandi giavellottisti dell'epoca.
Prese parte a due edizioni dei giochi olimpici, una invernale e una estiva: nel 1924 prese parte ai Giochi olimpici invernali di Chamonix nelle gare di sci di fondo e combinata nordica. In entrambi ii casi non portò a termine le gare.
Nel 1928 gareggiò nel lancio del giavellotto ai Giochi olimpici di Amsterdam, conquistando la medaglia d'argento.
A partire dal 1925 fu cinque volte campione nazionale ungherese del lancio del giavellotto e tre volte campione inglese della medesima specialità in seguito alle sue visite in Gran Bretagna.
Tornato in Ungheria nel 1933, Szepes lavorò come istruttore di sci e, grazie ai suoi studi come designer, intraprese contemporaneamente la carriera di giornalista e cartonista. A partire dal 1938 fu tecnico della nazionale ungherese di atletica leggera. Dopo la seconda guerra mondiale concentrò il suo lavoro sulle arti grafiche e le sue vignette e caricature divennero celebri in Ungheria.
Più tardi si dedicò al design di trofei sportivi, tra i quali il suo disegno per il primo trofeo della Coppa Europa di atletica leggera.

## Atletica leggera

### Palmarès
| Anno | Manifestazione  | Sede      | Evento                 | Risultato | Prestazione | Note |
| ---- | --------------- | --------- | ---------------------- | --------- | ----------- | ---- |
| 1928 | Giochi olimpici | Amsterdam | Lancio del giavellotto | Argento   | 65,26 m     |      |

### Campionati nazionali
- 5 volte campione ungherese del lancio del giavellotto (la prima volta nel 1925)
- 3 volte campione inglese del lancio del giavellotto (1925, 1927, 1929)